# Hippopotamyrus castor
Hippopotamyrus castor es una especie de pez elefante eléctrico perteneciente al género Hippopotamyrus en la familia Mormyridae presente en varias cuencas hidrográficas de África, entre ellas los ríos Sanaga, Wouri, Lokoundje y Cross. Es nativa de Camerún; y puede alcanzar un tamaño aproximado de 26,0 cm.

## Estado de conservación
Respecto al estado de conservación, se puede indicar que de acuerdo a la IUCN, esta especie puede catalogarse en la categoría «Preocupación menor (LC)».